# كورسل أكسل
كورسل أكسل (بالتركية: Gürsel Aksel)‏ هو مدرب كرة قدم ولاعب كرة قدم تركي في مركز الهجوم، ولد في 1938 في أوزون كبرة ‏ في تركيا، وتوفي في 13 أكتوبر 1978 في ريزا في تركيا. لعب مع نادي جوزتيبي.

## وصلات خارجية
- كورسل أكسل على موقع اتحاد تركيا (لاعب) (الإنجليزية)
- كورسل أكسل على موقع ناشيونال فوتبول تيمز (الإنجليزية)